# Pont de Saint-Thibault-sur-Loire
Le pont de Saint-Thibault-sur-Loire est un pont en poutre-caisson situé sur le faubourg de Saint-Thibault-sur-Loire (commune de Saint-Satur) dans le département du Cher en région Centre-Val de Loire et sur la commune de Tracy-sur-Loire dans le département de la Nièvre en région Bourgogne-Franche-Comté. Il est situé à environ 9 km du pont de Pouilly-sur-Loire (en amont) et à environ 9 km du viaduc de Port-Aubry (en aval).

## Description
C'est un pont droit de 388 m environ en poutre-caisson de béton précontraint.

## Géographie
Le pont est situé à une centaine de mètres en aval de la confluence de la Loire et de la Vauvise. Il porte la RD2 à l'ouest dans le Cher et la RD4 à l'est dans la Nièvre. Le sentier de grande randonnée 31 passe sous le pont sur la rive de Saint-Thibault.

## Histoire

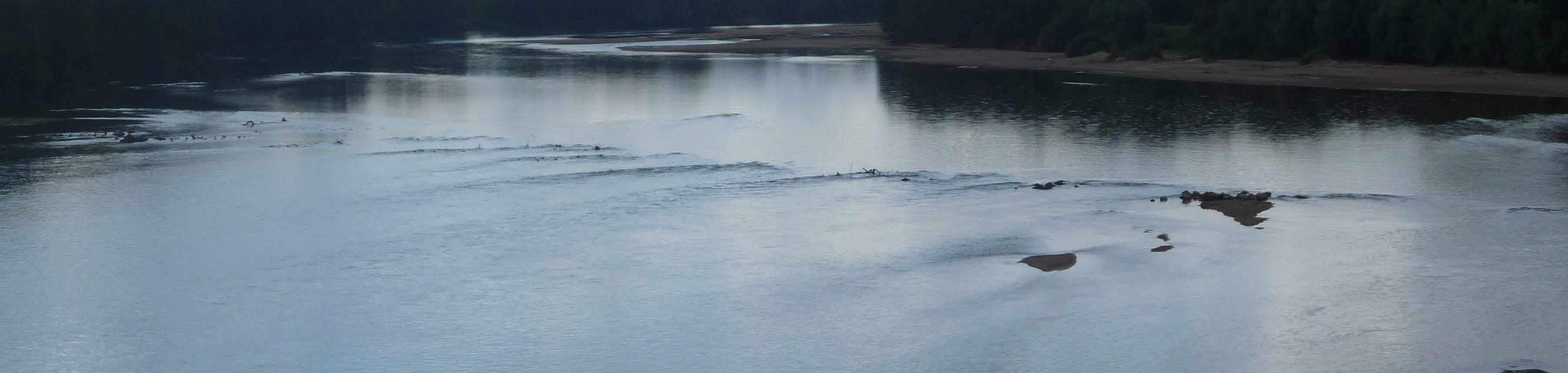
Les vestiges des piles du pont gallo-romain.

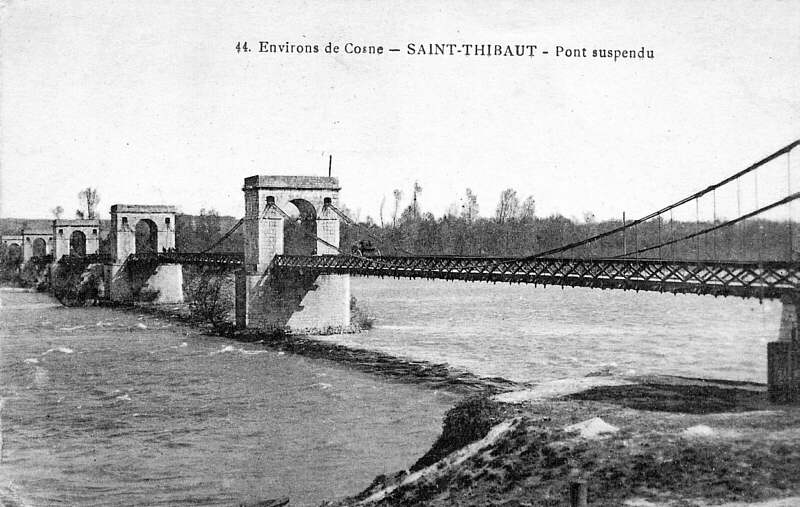
L'ancien pont suspendu.

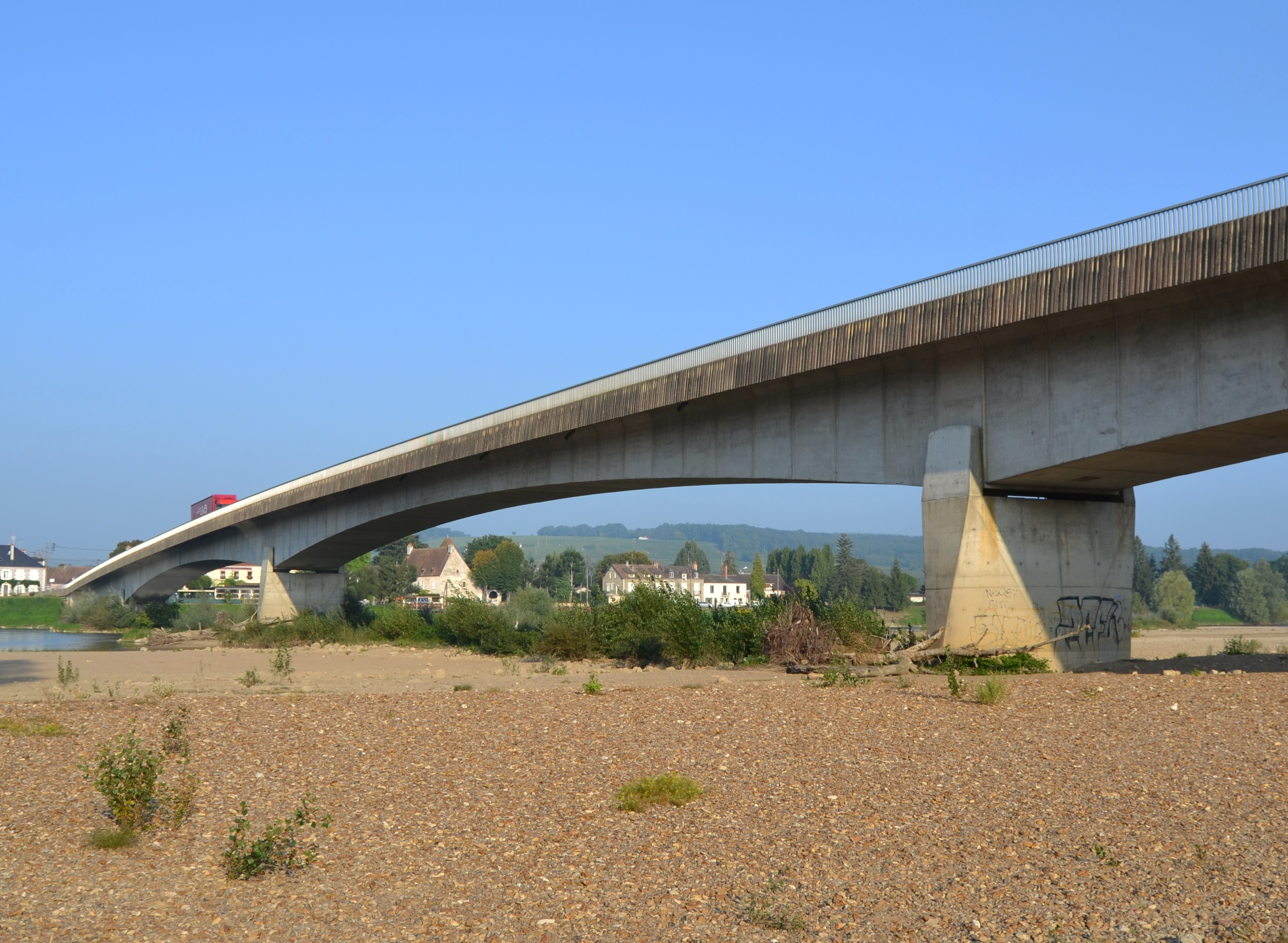
Vue des jonctions piles - tablier changées en 2020.

La première mention d'un pont remonte à l'époque gallo-romaine dont il reste aujourd'hui la trace des piles visible en période d'étiage.
Au Moyen Âge, un bac effectuait la liaison entre les deux rives.
En août 1834, un pont suspendu de 360 m fut construit. Néanmoins il fut remplacé en 1934 car son gabarit était devenu insuffisant.
Le nouveau pont est bâti dans les années 1980 Modèle:Précisions nécessaires.
Il est rénové en novembre 2020 avec notamment une opération de levage du tablier de 8 millimètres par 16 verrins, soulevant chacun 248 tonnes, permettant le changement des huit dispositifs d’appui sur les culées et les piles.